# Liste der Monuments historiques in Coaraze
Die Liste der Monuments historiques in Coaraze führt die Monuments historiques in der französischen Gemeinde Coaraze auf.

## Liste der Bauwerke
| Bezeichnung             | Beschreibung              | Standort | Kennzeichnung | Schutzstatus | Datum | Bild           |
| ----------------------- | ------------------------- | -------- | ------------- | ------------ | ----- | -------------- |
| Kapelle St-Sébastien    | Erbaut im 16. Jahrhundert | (Lage)   | PA00080709    | Classé       | 2001  | weitere Bilder |
| Kirche St-Jean-Baptiste | Erbaut 1717               | (Lage)   | PA06000050    | Inscrit      | 2018  | weitere Bilder |

## Liste der Objekte
| Bezeichnung      | Beschreibung                                            | Standort | Kennzeichnung | Schutzstatus | Datum | Bild           |
| ---------------- | ------------------------------------------------------- | -------- | ------------- | ------------ | ----- | -------------- |
| Wandmalereien    | 16. Jahrhundert; in der Kapelle St-Sébastien            | (Lage)   | PM06000199    | Classé       | 1918  | weitere Bilder |
| Prozessionskreuz | Silber, 15. Jahrhundert; in der Kirche St-Jean-Baptiste | (Lage)   | PM06000198    | Classé       | 1908  |                |